# Graham Patera
La Graham Patera è una struttura geologica della superficie di Venere. Originariamente indicato come cratere, è stato riclassificato come patera nel 1994. Deve il suo nome alla danzatrice e coreografa statunitense Martha Graham.